# Rozložná
Rozložná és un poble i municipi d'Eslovàquia. Es troba a la regió de Košice, a l'est del país.

## Història
La primera referència escrita de la vila data del 1241.

## Demografia
| Godina             | 1994 | 2004    | 2014  | 2024   |
| ------------------ | ---- | ------- | ----- | ------ |
| Nombre de persones | 167  | 200     | 205   | 202    |
| Diferència         |      | +19,76% | +2,5% | −1,46% |

| Godina             | 2023 | 2024   |
| ------------------ | ---- | ------ |
| Nombre de persones | 209  | 202    |
| Diferència         |      | −3,34% |